# Thomas F. Wilson

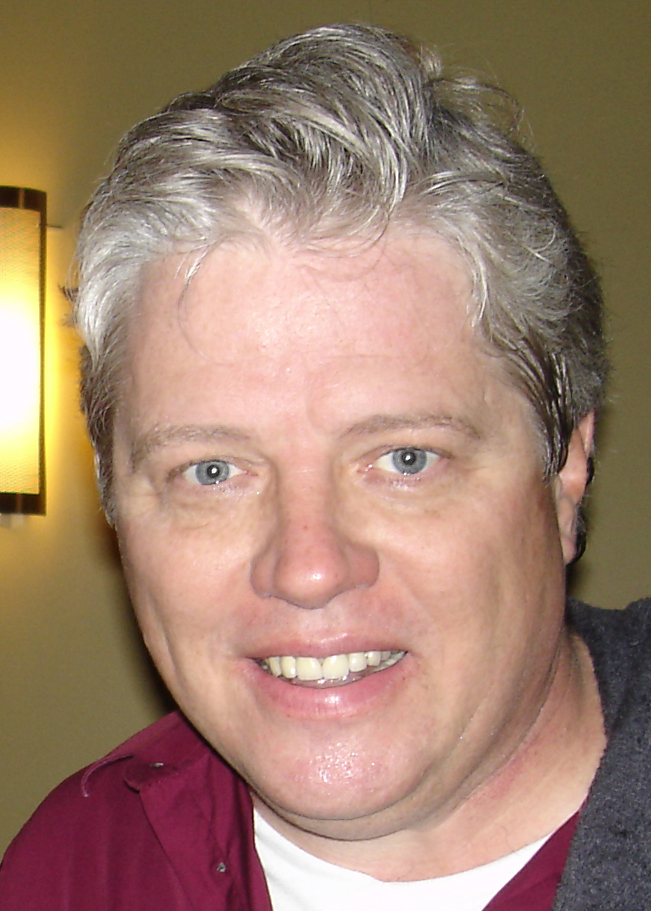
Thomas F. Wilson (2011)

Thomas Francis Wilson Jr. (* 15. April 1959 in Philadelphia, Pennsylvania) ist ein US-amerikanischer Schauspieler, Komiker und Synchronsprecher. Bekannt ist er vor allem für die Rolle des Biff Tannen, hauptsächlicher Antagonist in der Filmreihe Zurück in die Zukunft.

## Leben
Thomas Francis Wilson Junior wuchs in Wayne, Pennsylvania auf, wo er die Radnor High School besuchte. Bereits während seiner Schulzeit schauspielerte er, war unter anderem mit dem späteren Journalisten der New York Times David Brooks im Debattierteam und spielte Tuba. Später studierte er Politikwissenschaften an der Arizona State University. Anschließend arbeitete er als Standup-Komiker, um sein Schauspielstudium an der American Academy of Dramatic Arts zu finanzieren.
Wilson begann seine Schauspielkarriere Anfang der 1980er Jahre. Seine ersten beiden Engagements hatte er 1984 mit Gastauftritten in den beiden Fernsehserien The Facts of Life und Knight Rider. Mit seinem ersten Filmengagement, der Verpflichtung als Biff Tannen für die Trilogie Zurück in die Zukunft, hatte Wilson seinen bisher größten Erfolg. Er spielte in den Kultfilmen den Bösewicht in mehreren Zeitepochen und Verwandte von Biff Tannen. Bis heute spielte er in keinem weiteren so erfolgreichen Film mit. Er hatte noch Auftritte in Filmen wie Action Jackson, Eine Nervensäge und Der Informant! und war in Serien wie Voll daneben, voll im Leben, Do Over – Zurück in die 80er und Ghost Whisperer – Stimmen aus dem Jenseits zu sehen. Außerdem synchronisierte er neben einigen Videospielen auch Fernsehserien. So war er unter anderem als Matt Bluestone in der Zeichentrickserie Gargoyles – Auf den Schwingen der Gerechtigkeit zu hören.
Seit 1985 ist er mit Caroline Thomas verheiratet. Mit ihr zusammen hat er vier Kinder, drei Töchter und einen Sohn.

## Filmografie (Auswahl)

### Filme
- 1985: Die gelben Teufel von Los Angeles (Los Angeles Streetfighter)
- 1985: Zurück in die Zukunft (Back to the Future)
- 1986: Holt Harry raus! (Let’s Get Harry)
- 1986: Die Horror Party (April Fool’s Day)
- 1988: Action Jackson
- 1989: Zurück in die Zukunft II (Back to the Future Part II)
- 1990: Zurück in die Zukunft III (Back to the Future Part III)
- 1991: Eine Nervensäge (High Strung)
- 1992: Blood in, Blood out – Verschworen auf Leben und Tod (Bound by Honor)
- 1992: Boris und Natasha – Dümmer als der CIA erlaubt (Boris and Natasha)
- 1994: Augenblicke des Todes (Caroline at Midnight)
- 1994: Ferien total verrückt (Camp Nowhere)
- 1994: Werbung für die Liebe (Mr. Write)
- 1997: Dieser verflixte Kater (That Darn Cat)
- 1998: Cool Girl (Girl)
- 2006: Zoom – Akademie für Superhelden (Zoom)
- 2006: Larry the Cable Guy: Health Inspector
- 2009: Der Informant! (The Informant!)
- 2009: Housebroken – Daddy ist zurück (House Broken)
- 2011: Billion Dollar Freshmen
- 2013: Taffe Mädels (The Heat)
- 2013: Tom and Jerry’s Giant Adventure
- 2015: SpongeBob Schwammkopf 3D (The SpongeBob Movie: Sponge Out of Water)

### Serien
- 1983: Knight Rider (Folge: Die Schatzsuche)
- 1995–1996: Gargoyles – Auf den Schwingen der Gerechtigkeit (Gargoyles, 14 Folgen)
- 1996: Sabrina – Total Verhext! (Sabrina, the Teenage Witch, 1 Folge)
- 1999–2000: Voll daneben, voll im Leben (Freaks and Geeks, 6 Folgen)
- 2002–2003: Do Over – Zurück in die 80er (Do Over, 5 Folgen)
- 2003: Two and a Half Men (Pilotfolge)
- 2005: Zoey 101 (1 Folge)
- 2006: Cold Case – Kein Opfer ist je vergessen (Cold Case, 1 Folge)
- 2006: Still Standing
- 2006–2007: Ghost Whisperer – Stimmen aus dem Jenseits (Ghost Whisperer, 6 Folgen)
- 2007: Boston Legal
- 2007: Dr. House (Folge 4x06)
- 2008: Bones – Die Knochenjägerin (Bones, Folge 3x12)
- 2009: Psych (1 Folge)
- 2010–2011: Big Love (2 Folgen)
- 2011: Melissa & Joey (Folge 1x27)
- 2011–2012: Franklin & Bash (2 Folgen)
- 2012–2018: DreamWorks Dragons (Stimme von Bucket)
- 2013: Zach Stone Is Gonna Be Famous (12 Folgen)
- 2016: The Ranch (Folge 1x03)
- 2017: Workaholics (Folge 7x06)
- 2018–2019: Legends of Tomorrow (DC’s Legends of Tomorrow)
- 2020: Navy CIS (NCIS, Folge 18x03)
- seit 2021: The Patrick Star Show

### Videospiele
- 1994: Wing Commander III – Heart of the Tiger
- 1996: Wing Commander IV – The Price of Freedom
- 1997: Wing Commander – Prophecy
- 2000: Star Trek: Voyager – Elite Force
- 2011: Star Wars: The Old Republic